# Cryptanthus sergipensis
Cryptanthus sergipensis är en gräsväxtart som beskrevs av Ivón Mercedes Ramírez Morillo. Cryptanthus sergipensis ingår i släktet Cryptanthus, och familjen Bromeliaceae. Inga underarter finns listade i Catalogue of Life.